# Giorgi Eristavi
Le prince Giorgi Eristavi (géorgien : გიორგი ერისთავი ; 1813 - 9 septembre 1864) est un dramaturge, poète et journaliste géorgien. Il a fondé le théâtre géorgien moderne.
Il naît en 1813 dans le village d'Odzissi (près de Doucheti) dans une grande famille noble qui compta des eristavi (ducs) de Ksani au service des rois de Géorgie. Il fait ses études à Tbilissi et Moscou. À son retour en Géorgie, il devient membre d'une société secrète qui prépare un soulèvement contre le pouvoir impérial russe. Son premier poème est publié en 1832 : il s'agit de « Une légende ossète » (ოსური მოთხრობა, revu et publié sous le nom ზარე და ყანიმათ (Zare da Qanimat) en 1853), histoire d'amour tragique sur fond de lutte des montagnards géorgiens et ossètes contre l'armée perse du chah Abbas II au XVIIe siècle.
Quand le complot contre le pouvoir impérial s'évente en 1832, Eristavi est envoyé un an en prison, puis quatre ans comme fantassin à Wilno (aujourd'hui Vilnius, Lituanie) où il apprend le polonais et est marqué par le romantisme d'Adam Mickiewicz. En 1842, il est autorisé à se réinstaller en Géorgie où il se marie. Il rejoint bientôt le service civil russe et devient l'assistant de Mikhail Vorontsov, vice-roi du Caucase. C'est sous le patronage de cet homme libéral qu'il prend la direction du Théâtre géorgien de Tbilissi, inactif depuis 1795.
La compagnie offre sa première représentation le 1er janvier 1851 et occupe plus tard le nouveau théâtre sur la place centrale de Tbilissi (aujourd'hui Place de la Liberté). C'est presque seul qu'Eristavi crée et dirige la troupe et écrit ses premières comédies, originales ou traduites, dans lesquelles il tient le rôle principal. Il fonde et édite également les 24 numéros du journal littéraire Tsiskari et écrit ses premières critiques littéraires sous le nom russe de Gloukharitch (« fils du sourd »). Malgré sa loyauté envers l'administration russe, il raille le gouvernement impérial et le système vieillissant de l'aristocratie géorgienne dans ses meilleures pièces, comme Le Procès (დავა (Dava), 1840) et L'Accord familial (გაყრა, 1849). Eristavi s'attaque avec audace à un noble géorgien dégénéré qui, ayant perdu tous ses idéaux et rongé par l'envie et la colère, exploite ses serfs, à un bureaucrate russe corrompu et à un usurier arménien qui extorque la petite noblesse féodale. À l'inverse, il traite la nouvelle génération de libéraux idéalistes éduqués en Russie avec une sympathie condescendante. Ses pièces jouissent d'un réel engouement populaire et sont tolérées par Vorontsov,.
Cependant, quand Vorontsov quitte la Géorgie en 1854, Eristavi est forcé de quitter son poste. Il se retire dans le village de Khidistavi, près de Gori. Son protégé et successeur, Ivane Kereselidze, ne réussit à faire vivre la compagnie que deux ans ; le théâtre disparaît en 1856. En plus de ses comédies, de ses poèmes et de ses articles, on doit à Eristavi un compte-rendu de son voyage à Londres en 1862. Il meurt à Gori en 1864 et est enterré à l'église d'Ikorta.